# Aeródromo Los Cedros
El Aeródromo Los Cedros (OACI: SCED) es un terminal aéreo ubicado junto a la ciudad de Sagrada Familia, Provincia de Curicó, Región del Maule, Chile. Es de propiedad privada.